# Results May Vary
Results May Vary är Limp Bizkits fjärde studioalbum, släppt den 23 september 2003.
Eftersom Wes Borland lämnat gruppen två år tidigare spelades skivan in utan stående gitarrist. Bandmedlemmarna Fred Durst och Sam Rivers spelade gitarr på vissa låtar och en medarbetare under inspelningarna anställdes som gitarrist på andra. När sedan Mike Smith rekryterades skrevs ytterligare fyra låtar, utöver de som ursprungligen var planerade.

## Låtlista
1. "Re-Entry" – 2:37
2. "Eat You Alive" – 3:57
3. "Gimme the Mic" – 3:05
4. "Underneath the Gun" – 5:42
5. "Down Another Day" – 4:06
6. "Almost Over" – 4:38
7. "Build A Bridge" – 3:56
8. "Red Light - Green Light" (med Snoop Dogg) – 5:36
9. "The Only One" – 4:08
10. "Let Me Down" – 4:16
11. "Lonely World" – 4:33
12. "Phenomenon" – 3:59
13. "Creamer (Radio Is Dead)" – 4:30
14. "Head For The Barricade" – 3:34
15. "Behind Blue Eyes" (Pete Townshend) – 6:05
16. "Drown" – 3:51